# Matteo Gladig
 (avril 2008).
Si vous disposez d'ouvrages ou d'articles de référence ou si vous connaissez des sites web de qualité traitant du thème abordé ici, merci de compléter l'article en donnant les références utiles à sa vérifiabilité et en les liant à la section « Notes et références ».
Matteo Gladig, (né à Trieste en 1880 et mort à Laibach en 1915), est un joueur d'échecs austro-hongrois.
Il était instituteur. Quand éclata la Première Guerre mondiale, il fut mobilisé dans l’armée austro-hongroise. Se sentant italien, il refusa d’obéir. Il fut poursuivi et emprisonné. Il mourut en détention à Laibach dans des circonstances obscures.

## Carrière échiquéenne
Il se fit connaître en remportant le Tournoi Social de la Società Scacchistica Triestina (Société des échecs de Trieste) en 1905. Dans ce même tournoi, il termina deuxième en 1909 derrière Martinolich. En 1909 encore, dans un petit match contre Oldrich Duras, il obtint l’égalité : +1, =2, -1. Le 8 décembre 1910 il fit nulle par pat contre Schlechter dans une partie qui dura quatre heures. En 1911, il devint champion d’Italie en remportant le Tournoi de Rome organisée par l' Unione Scacchistica Italiana (Union Italienne des échecs) devant Rosselli et Reggio.

## Sources
- (br) Cet article est partiellement ou en totalité issu de l’article de Wikipédia en breton intitulé « Matteo Gladig » (voir la liste des auteurs).